# Aradam
L’Aradam è stato un sommergibile della Regia Marina.

## Storia
Il 6 marzo 1937 fu dislocato a Napoli, in seno alla 23ª Squadriglia Sommergibili. A fine anni trenta volse vari viaggi di addestramento tra Tobruk, Bengasi ed il Dodecaneso.
All'ingresso dell'Italia nel secondo conflitto mondiale si trovava dislocato a Cagliari, inquadrato nella 71ª Squadriglia del VII Gruppo Sommergibili. Era comandante dell'unità il capitano di corvetta Giuseppe Bianchini.
Il 10 giugno 1940 fu inviato a meridione delle coste sarde ed a settentrione dell'isola La Galite, facendo ritorno alla base il 14 senza riportare avvistamenti.
Svolse la sua seconda missione bellica nel golfo del Leone, per attaccare un convoglio francese per il Nordafrica. Il 21 giugno notò numerosi aerei impegnati nella ricerca di sommergibili: questo faceva presumere l'arrivo del convoglio. Il 23 giugno, alle 3.12 di notte, individuò una nave scorta in navigazione veloce (si trattava verosimilmente di un'unità francese) nel punto 42°40' N e 4°25' E e l'attaccò infruttuosamente con il lancio di un siluro.
In luglio ed agosto svolse due missioni al largo di Gibilterra.
In ottobre fu mandato in missione al largo di La Galite e fu poi trasferito una sessantina di miglia a settentrione di Cap de Fer (costa algerina); nuovamente spostato poi circa 45 miglia ad ovest della Galite, individuò un cacciatorpediniere il 27 (mentre il sole) e dovette immergersi ed allontanarsi.
Il 9 novembre 1940, di pomeriggio, lasciò Cagliari e fu inviato al largo della Galite insieme ad altri quattro sommergibili (tra cui i gemelli Alagi ed Axum) in opposizione all'operazione britannica «Coat» (con vari obiettivi, tra i quali l'invio di navi da guerra da Gibilterra ad Alessandria, di convogli a Malta e in Grecia, l'attacco aerosilurante contro Taranto e l'attacco a convogli italiani nel Basso Adriatico); rientrò senza riportare avvistamenti.
Il 14 novembre uscì nuovamente in mare (insieme ai sommergibili Diaspro ed Alagi) a contrasto di un'altra operazione britannica, la «White»: l'invio a Malta, da parte delle portaerei della Forza H, di 14 aerei.
Nel gennaio 1941 fu inviato 40 miglia ad est di La Galite; il 9 ascoltò all'idrofono rumori di navi che, a grande distanza, erano alla caccia di sommergibili.
In aprile operò al largo della Cirenaica e dell'Egitto.
Tra fine luglio ed inizio agosto il sommergibile fu inviato, con altri tre, a sudovest delle coste sarde per contrastare l'operazione britannica «Style» (consistente ancora nel rifornimento di Malta), ma non avvistò alcuna nave.
Nel settembre 1941, durante dell'operazione britannica «Halberd» (si trattava di una missione di rifornimento di Malta, ma i comandi italiani pensarono potesse trattarsi di un'azione di bombardamento navale contro le coste italiane) fu dislocato in agguato difensivo a levante delle Baleari (prima si trovava al largo della Tunisia), più precisamente nel canale di Minorca, in funzione difensiva (insieme ad altri tre sommergibili), ma la formazione britannica non passò in quelle acque; il sommergibile ricevette allora l'ordine di spostarsi più a sud ed infatti il 29 settembre avvistò una formazione di navi britanniche, senza però riuscire a portarsi all'attacco.
In ottobre fu in missione una sessantina di miglia ad est della Galite.
In novembre operò 45 miglia a nordest di Tunisi.
In dicembre fu schierato al largo della Galite.
Nel gennaio 1942 fu in agguato a meridione di Malta.
In febbraio formò uno sbarramento al largo dell'Algeria, rilevando all'idrofono rumori di navi (il 10 febbraio) ma senza giungere all'avvistamento.
In marzo fu in agguato al largo di Capo Bougaroni.
Piuttosto controverso è il ruolo avuto dall’Aradam nell'affondamento del cacciatorpediniere britannico Havock, avvenuto il 6 aprile 1942:
- secondo alcune fonti il sommergibile (al comando del tenente di vascello Oscar Gran) avvistò ad est di Kélibia (Tunisia) l’Havock in navigazione verso ovest, in direzione di Capo Bon, e (in immersione) lo colpì – all'1.37 – con un siluro lanciato da 500 metri; il cacciatorpediniere, con gravi danni, cercò di andare ad incagliarsi sulla costa, ma, in fiamme, fu spezzato in due dalla detonazione di un deposito munizioni, mentre l’Aradam, frattanto emerso, osservava la scena[3][9];
- secondo altre fonti l’Havock andò ad incagliarsi alle 4.15, in posizione 36°48' N e 11°08' E, forse proprio per evitare il siluro, ma non fu colpito, e venne autodistrutto dal proprio equipaggio una volta constatata l'impossibilità di disincagliarlo[10];
- secondo una terza versione, infine, l’Aradam silurò e distrusse il relitto dell’Havock solo dopo l'incaglio[10].

In maggio operò a settentrione di Capo Blanc.
Verso metà di giugno 1942 fu inviato – insieme ad altri quattro sommergibili, tra cui i gemelli Ascianghi e Dessiè – in agguato dapprima presso Capo Blanc e poi tra Malta, Pantelleria e Lampedusa in opposizione al convoglio britannico «Harpoon», nell'ambito della Battaglia di mezzo giugno; tuttavia il sommergibile non avvistò le unità avversarie.
Assunse poi il comando dell'unità il tenente di vascello Carlo Forni.
Il 16 novembre 1942, nottetempo, penetrò nella baia di Bona ed individuò un convoglio formato da tre trasporti con forte scorta; portatosi all'attacco in emersione, favorito dalla pioggia (che lo nascondeva), lanciò da scarsa distanza quattro siluri (ripartiti in due coppiole, la seconda delle quali lanciata alle 5.06) che mancarono il bersaglio; il sommergibile (essendo ormai giunto in bassifondali, che ostacolavano il lancio di siluri) aprì quindi il fuoco col cannone, colpendo (tra ponte di comando e fumaiolo) e danneggiando leggermente uno dei trasporti prima di immergersi per eludere il contrattacco della scorta.
Un altro tentativo, da parte dell’Aradam, di forzare la rada di Bona fu impedito dalle unità di vigilanza.
Svolse poi un'altra serie di missioni prive di risultati:
- in dicembre al largo della Cirenaica;
- in gennaio 1943 ancora nelle acque della Cirenaica;
- in febbraio di nuovo in acque cirenaiche;
- in marzo nel golfo della Sirte;
- in maggio ad ovest della Sardegna[4].

Il 10 aprile 1943 si trovava a La Maddalena quando la base fu bombardata da 84 aerei statunitensi (furono affondate unità minori e l'incrociatore pesante Trieste): non fu colpito ma ebbe due feriti.
Nel corso dello stesso mese un controllo giudicò «buono» il suo stato, notando però che i segnalatori acustici erano in pessime condizioni.
L'armistizio sorprese il sommergibile in manutenzione a Genova; erano anche in corso lavori di adattamento come unità avvicinatrice di SLC. Dato che non era in grado di partire, fu autoaffondato per evitarne la cattura.
Rimesso a galla dai tedeschi, fu consegnato alla Marina Nazionale Repubblicana della Repubblica Sociale Italiana per essere riparato ed impiegato per il trasporto dei mezzi d'assalto, lavori che non giunsero però mai a termine.
Il 4 settembre 1944, infatti, fu colpito da bombe ed affondò nel porto di Genova nel corso di un bombardamento aereo.
In tutto l’Aradam aveva svolto 30 missioni offensivo-esplorative e 20 di trasferimento, per complessive 26.144 miglia di navigazione in superficie e 3223 in immersione.